# Herbert (trouvère)
Pour les articles homonymes, voir Herbert.
Herbert, trouvère du XIIIe siècle, n'est connu que comme auteur du Dolopathos, poème français de près de 13 000 vers, composé pour l'instruction et l'amusement de Louis, fils de Philippe Auguste : c'est un recueil de nouvelles dont la première idée paraît remonter jusqu'à la littérature indienne, en passant par un texte en latin de Johannes de Alta Silva (Jean de Haute-Selve, ou de Haute-Seille) datant de 1190 environ.

## Œuvre
- Li romans de Dolopathos, écrit en vers[2].